# Élection présidentielle guatémaltèque de 2019
L'élection présidentielle guatémaltèque de 2019 a lieu le 16 juin 2019 avec un second tour le 11 août 2019 afin d'élire le président et le vice-président de la République du Guatemala. Le premier tour se déroule en même temps que les élections législatives, les élections de 20 députés au Parlement centraméricain et les élections municipales.
Le second tour voit s'opposer la sociale démocrate Sandra Torres au candidat conservateur Alejandro Giammattei dans un contexte de perte de confiance de la population envers sa classe politique, jugée incapable de lutter contre la corruption, la criminalité et la misère dans le pays. 
Alejandro Giammattei l'emporte au second tour avec une large avance, totalisant plus de 58 % des voix. Il prend ses fonctions le 14 janvier 2020.

## Contexte
Le président sortant Jimmy Morales ne peut se représenter, la constitution interdisant d'effectuer deux mandats présidentiels, consécutifs ou non.

## Mode de scrutin
Le président guatémaltèque est élu au scrutin uninominal majoritaire à deux tours pour un mandat de quatre ans non renouvelable. Si aucun candidat ne recueille la majorité absolue des suffrages exprimés au premier tour, un second est convoqué entre les deux candidats arrivés en tête au premier, et celui recueillant le plus de suffrages l'emporte. Chaque candidat se présente avec un colistier, lui même candidat à la vice-présidence. Tous deux doivent être âgés de plus de quarante ans et posséder la nationalité guatémaltèque de naissance.
Le vice président remplace le président en cas de vacance du pouvoir, jusqu'au terme de son mandat de quatre ans. Il ne peut se présenter lui même à une élection présidentielle que si ce remplacement n'a pas duré plus de deux ans, tout comme un président dont le mandat a été interrompu. En cas d'empêchement simultané du président et du vice président, le Congrès de la République élit un président à la majorité qualifiée des deux tiers du total de ses membres, pour la durée restante du mandat en cours.

## Candidatures
La candidature de Thelma Aldana est rejetée par les autorités en raison d'affaires de corruption présumées la concernant. Elle dément les accusations et les attribue à ce qu'elle nomme le « pacte des corrompus », composé d'hommes politiques et de chefs d'entreprise du pays. Ancienne procureure générale, elle avait révélé plusieurs grandes affaires de corruption. 
En avril 2019, le candidat de centre droit Mario Estrada est arrêté. Il est accusé par les autorités américaines d'avoir pactisé avec le cartel de Sinaloa — duquel il aurait obtenu entre 10 et 12 millions de dollars pour sa campagne électorale — et d'avoir ordonné l’assassinat de candidats rivaux.

## Sondages

### Premier tour
Pour des raisons techniques, il est temporairement impossible d'afficher le graphique qui aurait dû être présenté ici.

### Second tour
Pour des raisons techniques, il est temporairement impossible d'afficher le graphique qui aurait dû être présenté ici.

## Résultats
| Candidat                 | Candidat                 | Parti                                         | Premier tour | Premier tour | Second tour | Second tour |
| Candidat                 | Candidat                 | Parti                                         | Voix         | %            | Voix        | %           |
| ------------------------ | ------------------------ | --------------------------------------------- | ------------ | ------------ | ----------- | ----------- |
|                          | Sandra Torres            | Union nationale de l'espérance                | 1 112 939    | 25,42        | 1 384 112   | 42,05       |
|                          | Alejandro Giammattei     | Vamos                                         | 608 083      | 13,89        | 1 907 801   | 57,95       |
|                          | Edmond Mulet             | Parti humaniste du Guatemala                  | 493 710      | 11,28        |             |             |
|                          | Thelma Cabrera           | Mouvement pour la libération des peuples      | 452 260      | 10,33        |             |             |
|                          | Roberto Arzú             | Parti de l'avance nationale–Podemos           | 267 049      | 6,10         |             |             |
|                          | Isaac Farchi             | Vision avec valeurs                           | 259 616      | 5,93         |             |             |
|                          | Manuel Villacorta        | Winaq                                         | 229 362      | 5,24         |             |             |
|                          | Estuardo Galdámez        | Front de convergence nationale                | 180 414      | 4,12         |             |             |
|                          | Julio Héctor Estrada     | Engagement, renouveau et ordre                | 165 031      | 3,77         |             |             |
|                          | Fredy Cabrera            | Todos                                         | 138 333      | 3,16         |             |             |
|                          | Amílcar Rivera           | Victoire                                      | 111 998      | 2,56         |             |             |
|                          | Pablo Ceto               | Unité révolutionnaire nationale guatémaltèque | 95 531       | 2,16         |             |             |
|                          | Pablo Duarte             | Unioniste                                     | 62 679       | 1,43         |             |             |
|                          | Manfredo Marroquín       | Rencontre pour le Guatemala                   | 50 594       | 1,16         |             |             |
|                          | Aníbal García            | Libre                                         | 41 800       | 0,95         |             |             |
|                          | Benito Morales           | Convergence                                   | 37 579       | 0,86         |             |             |
|                          | Luis Velásquez           | Unidos                                        | 26 921       | 0,61         |             |             |
|                          | José Luis Chea Urruela   | Parti productivité et travail                 | 23 962       | 0,55         |             |             |
|                          | Danilo Roca              | Avanza                                        | 21 410       | 0,49         |             |             |
|                          |                          |                                               |              |              |             |             |
| Votes valides            | Votes valides            | Votes valides                                 | 4 378 271    | 86,86        | 3 291 913   | 94,59       |
| Votes nuls               | Votes nuls               | Votes nuls                                    | 209 444      | 4,16         | 154 291     | 4,43        |
| Votes blancs             | Votes blancs             | Votes blancs                                  | 452 708      | 8,98         | 33 900      | 0,97        |
| Total                    | Total                    | Total                                         | 5 040 423    | 100          | 3 480 104   | 100         |
| Abstention               | Abstention               | Abstention                                    | 3 109 798    | 38,16        | 4 670 117   | 57,29       |
| Inscrits / participation | Inscrits / participation | Inscrits / participation                      | 8 150 221    | 61,84        | 8 150 221   | 42,71       |

 Représentation des résultats du second tour :
| Alejandro Giammattei (57,95 %) |  |  | Sandra Torres (42,05 %) |
| ▲                              |  |  |                         |
| Majorité absolue               |  |  |                         |

## Accusations de corruption
Le site d'investigation salvadorien El Faro révèle en février 2022 qu'Alejandro Giammattei est accusé « d'avoir financé sa campagne avec des pots-de-vin versés par une entreprise de construction ». Il aurait négocié en 2019 avec José Luis Benito, ministre au sein du gouvernement de Jimmy Morales, « une contribution de 2,6 millions de dollars à sa campagne électorale (...) En échange de cet argent Giammattei a promis au ministre (...) de le maintenir en poste pendant un an pour qu'il puisse continuer à mettre en œuvre un système de corruption de plusieurs millions de dollars dans le cadre de contrats de construction et d'entretien de routes ».